# Хомяковская
Хомяковская — деревня в Холмогорском районе Архангельской области.

## География
Находится в центральной части Архангельской области на расстоянии приблизительно 22 км на запад-северо-запад по прямой от районного центра села Холмогоры на левобережье реки Северная Двина.

## История
В 1859 году здесь (тогда деревня Архангельского уезда Архангельской губернии) было учтено 15 дворов, в 1905 — 23. До 2022 года входила в Койдокурское сельское поселение в качестве его административного центра до упразднения этого поселения.

## Население
Численность населения: 54 человека (1859 год), 125 (1905), 92 (русские 97 %) в 2002 году, 60 в 2010.